# Abu Ayyub al-Masri
Abū Ayyūb al-Maṣrī, noto anche come Abū Ḥamza al-Muhājir (arabo أبو أيّوب المصري; Sohag, 1968 – Tikrit, 18 aprile 2010), è stato un terrorista egiziano.

## Biografia
Nato in Egitto, nel governatorato di Sohag, Abū Ayyūb al-Maṣrī - nome di battaglia di ʿAbd al-Munʿim ʿIzz al-Dīn ʿAlī al-Badawī - aderisce alla Fratellanza Musulmana.
Entra a far parte nel 1982 della "Jihad islamica egiziana" fondata da Ayman al-Zawahiri e nel 1999 viene mandato ad addestrarsi in Afghanistan, nel campo al-Fārūq di al-Qāʿida.
Partecipa alla guerra in Iraq come membro di al-Qāʿida e succede nella leadership ad Abū Muṣʿab al-Zarqāwī quando questi viene ucciso.
Viene ucciso in uno scontro con soldati statunitensi e iracheni il 18 aprile 2010.